# Fusión de identidad
La fusión de identidad, una construcción psicológica arraigada en la psicología social y la antropología cognitiva, es una forma de alineación con los grupos en la que los miembros experimentan un sentido visceral de unidad con el grupo. 

## Características
La construcción se basa en una distinción entre el yo personal y el yo social. El yo personal se refiere a las características que hacen que alguien sea una persona única (por ejemplo, alto, viejo, inteligente), mientras que el yo social se relaciona con las características que alinean a la persona con grupos (por ejemplo, estadounidense, hermano de fraternidad, miembro del consejo estudiantil, etc. .). Como su nombre sugiere, la fusión de identidad implica la unión de los yoes personales y sociales. Cuando ocurre la fusión, tanto el yo personal como el social permanecen prominentes e influyentes, pero los límites entre ellos se vuelven altamente permeables. Además, la teoría propone que las personas fusionadas lleguen a considerar a los otros miembros del grupo como "familiares" y desarrollen fuertes vínculos relacionales con ellos, así como vínculos con el colectivo. Por lo tanto, las personas fusionadas no solo están ligadas al colectivo; están vinculadas a los miembros individuales del colectivo.
La potencia de la autonomía personal y los vínculos relacionales distinguen la identidad de fusión de otras formas de alineación con grupos, como la "identificación de grupo". En la identificación de grupo, la lealtad al colectivo eclipsa la autonomía personal y los vínculos relacionales con otros miembros del grupo. Debido a esto, el yo personal y los vínculos relacionales no están tan implicados en las teorías de identificación de grupo.Debido a esto, el yo personal y los vínculos relacionales no están tan involucrados en las teorías de identificación grupal. La fusión de identidad teoriza que las medidas de fusión deberían ser más predictivas del comportamiento progrupo extremo que las medidas de identificación propuestas previamente. De hecho, hay una evidencia creciente de esto. Las medidas de fusión de identidad son predictores particularmente poderosos de comportamientos progrupo personalmente costosos, que incluyen conductas extremas, como pelear y morir por el grupo.

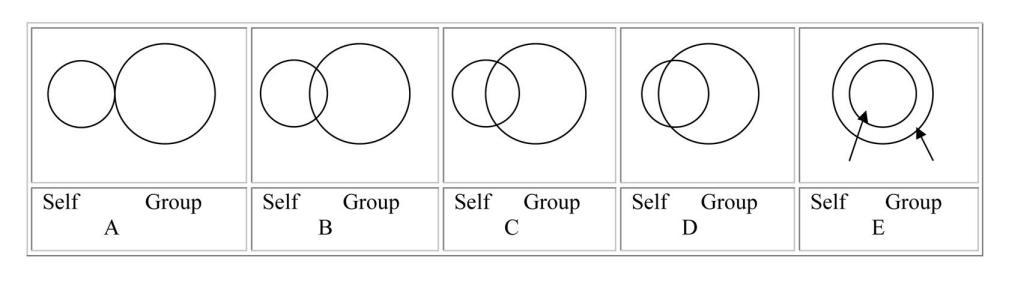
Escala Pictórica de la Medida de la Fusión de identidad. Los individuos que se "fusionan" con su grupo seleccionan la opción 'E'

## Fundamentos teóricos
La construcción de fusión de identidad se basa en trabajos anteriores enfatizando aspectos de la relación de las personas con los grupos que fueron menospreciados dentro de la perspectiva de identidad social (es decir, de la teoría de la identidad social y teoría de la autocategorización). Al igual que la teoría de la identidad social, la teoría de la fusión de la identidad se basa en la distinción entre las identidades personales y sociales. Sin embargo, el enfoque de identidad social supone que existe una relación hidráulica entre las identidades personales y sociales. Es decir, los aumentos en la prominencia e influencia de una identidad disminuyen la prominencia y la influencia de la otra. Una implicación importante de esta suposición es que a medida que la identidad grupal se vuelve sobresaliente y apta para guiar el comportamiento, la identidad personal se vuelve menos prominente y es menos probable que guíe el comportamiento. En contraste, la teoría de la fusión de identidad propone que tanto las identidades personales como las sociales de una persona pueden ser relevantes e influyentes simultáneamente.
La teoría de la identidad social también sugiere que los miembros del grupo solo están vinculados entre sí a través de su lealtad al colectivo; teóricamente, las relaciones personales entre los miembros del grupo no fomentan la identificación con el grupo (a excepción de un estudio). En contraste, las personas fusionadas se sienten profundamente conectadas con otros miembros del grupo como individuos, así como con el grupo más grande como un todo. Esto se refleja en medidas de la fusión de la identidad. Por ejemplo, la medida verbal de fusión de identidades aprovecha los sentimientos de fuerza recíproca entre el individuo y el grupo (por ejemplo, "Soy fuerte debido a mi grupo"; "Haría más por mi grupo que cualquier otro miembro del grupo"). así como sentimientos de unidad con el grupo (por ejemplo, "Yo soy uno con mi grupo", "Mi grupo soy yo").

## Los cuatro principios
Las características de la teoría de fusión de identidad se resumen en cuatro principios:
1. Principio del yo agente-personal: cuando los individuos fusionados con la identidad se alinean fuertemente con un grupo, se supone que mantienen un yo personal activo y autónomo, incluso cuando el yo social se activa. De acuerdo con esta idea, activar el yo personal aumentando la excitación fisiológica,[19] o alentar a la gente a pensar en cómo reaccionarían si se los amenazara personalmente, puede aumentar el respaldo de la persona a los sacrificios progrupo extremos. Por el contrario, la perspectiva de la identificación social supone que los yoes personales y sociales están relacionados hidráulicamente entre sí. Como tal, la activación del yo personal debería disminuir el respaldo al comportamiento progrupo. Sin embargo, este no fue el caso para las personas fuertemente fusionadas, que en realidad demostraron el efecto opuesto exacto.
2. Principio de sinergia de identidad: El hecho de que los yoes personales y sociales se puedan activar independientemente plantea la posibilidad de que se combinen de manera sinérgica para motivar el comportamiento progrupal. De acuerdo con esta posibilidad, los estudios han demostrado que la activación del yo personal o del yo social amplifica la disposición de las personas fuertemente fusionadas para comportarse de manera progrupo. Por ejemplo, activar el yo personal al aislar a los participantes del grupo en función de sus preferencias personales, o activar el yo social mediante el ostracismo de los participantes en función de su pertenencia a un grupo,[20] resultó en una mayor aprobación de la acción progrupo de los individuos fusionados. Así, a diferencia de la teoría de la identidad social que supone que el yo personal no desempeña un papel en el comportamiento progrupal, la teoría de la fusión sostiene que los comportamientos progrupo están motivados por el yo personal y social y estos dos tipos de autoconocimiento a veces trabajan juntos.
3. Principio de vínculos relacionales: El enfoque de fusión supone que las personas fuertemente fusionadas se preocupan no solo por sus lazos colectivos con el grupo (como una entidad abstracta), sino también por sus relaciones (reales o imaginarias) con otros miembros del grupo. [1] [19 ] [20] [21] La Teoría postula que los individuos fuertemente fusionados sienten vínculos familiares con otros miembros del grupo, incluso con los que pueden haber tenido poco o ningún contacto. Varios estudios han cosechado apoyo empírico para el principio de lazos relacionales. Utilizando varias variaciones interpersonales del clásico dilema de la trolebús, las personas que estaban fuertemente fusionadas con su país respaldaron salvar a sus compatriotas saltando a la muerte frente a un trolebús. Además, los participantes fusionados respaldaron hacer a un lado a un compatriota que estaba a punto de saltar a su muerte para finalmente beneficiar al grupo, y en su lugar saltar ellos mismos.[21] Esta investigación sugiere que las personas altamente fusionadas están tan fuertemente alineadas con los miembros de su grupo que preferirían morir ellos mismos en lugar de que muera otro miembro del grupo. Además, cuando individuos altamente fusionados se dan cuenta de que otros miembros del grupo pueden morir en un hipotético dilema de tranvía, demuestran reacciones emocionales similares a las reacciones de las personas cuando un miembro de la familia está en peligro. Estas reacciones emocionales predijeron posteriores respaldos de autosacrificio hacia el grupo.[22] En comparación, el enfoque de identidad social asume que, cuando la identidad social es sobresaliente, las personas ven a los miembros compañeros de grupo como meros ejemplos intercambiables del grupo (es decir, evalúan a otros miembros del grupo basándose en sus "lazos colectivos" hacia el grupo).
4. Principio de irrevocabilidad: El enfoque de fusión supone que, una vez desarrollada, la fusión permanecerá en gran medida estable a lo largo del tiempo. Esta estabilidad persiste incluso en situaciones variables. La teoría de fusión de identidad propone que esto se debe a las fuertes emociones, creencias e intra relaciones que experimentan los individuos fuertemente fusionados. Es decir, aunque la fusión general de un grupo de personas puede cambiar en respuesta a poderosas fuerzas situacionales, las clasificaciones de rango de los individuos dentro del grupo se mantendrán estables. Los investigadores han probado la hipótesis "una vez fusionada, siempre fusionada" al comparar la estabilidad temporal de los puntajes de fusión con el país para individuos altamente fusionados con aquellos de individuos con fusión débil o moderada. Los coeficientes de estabilidad para los participantes altamente fusionados fueron significativamente más altos que los coeficientes asociados con los participantes con fusión débil o moderada.  Incluso cuando se les aplique el ostracismo los individuos fuertemente fusionados harán todo lo posible para reafirmar su lealtad hacia el grupo.[20]

## Consecuencias

### Endoso de conductas progrupo extremas
Dado que el estudio experimental de actos progrupales reales plantea grandes banderas rojas éticas, los investigadores se han centrado principalmente en respaldos de actos progrupo extremos. Varios estudios han demostrado que la fusión es un fuerte predictor de la voluntad de luchar y morir en nombre de un grupo. Otra investigación ha examinado las respuestas a las variaciones del dilema del trole adaptado para grupos. En escenarios que enfrentaron el deseo de autopreservación contra el autosacrificio de los demás, las personas fuertemente fusionadas estuvieron especialmente dispuestas a respaldar sacrificar sus vidas por otros miembros del grupo (pero no por miembros de otro grupo externo). Utilizando un enfoque diferente, los investigadores examinaron las reacciones de los miembros del grupo ante pérdidas significativas del grupo y encontraron que las personas altamente identificadas tienden a separarse del grupo después de una falla grupal, mientras que las personas fuertemente fusionadas predijeron que "se hundirían con la nave". Por ejemplo, en estudios paralelos de las elecciones presidenciales de 2008 en España y Estados Unidos, las personas que estaban fuertemente fusionadas con su partido político internalizaron tanto la victoria como la derrota, pero las personas altamente identificadas internalizaron solo la victoria. Investigaciones de campo adicionales con grupos terroristas como ISIS y grupos rebeldes también están empezando a arrojar luz sobre el papel que juega la fusión de identidad en comportamientos progrupo extremos.

### Participación en comportamientos progrupo personalmente costosos
Además de predecir el respaldo a comportamientos progrupo extremos, la investigación sugiere que la fusión es un predictor de una variedad de comportamientos progrupo personalmente costosos en el mundo real. En un estudio de transexuales que consideraban la cirugía de reasignación de sexo, los individuos fuertemente fusionados con su sexo deseado se sometieron a procedimientos quirúrgicos diseñados para cambiar permanentemente sus características sexuales primarias. Los participantes débilmente fusionados eran mucho menos propensos a someterse a estos procedimientos.
Investigaciones adicionales han demostrado que la fusión también podría ser un fuerte predictor de comportamientos de ayuda dirigidos por el grupo. En algunos estudios, las personas donaron dinero al grupo. En otros, brindaron apoyo social y emocional a otros miembros del grupo. Otra investigación también ha sugerido que las personas fuertemente fusionadas están especialmente dispuestas a hacer todo lo posible para proteger al grupo y mantener su integridad. Por ejemplo, los empleados fuertemente fusionados eran más propensos a reportar haber "hecho una denuncia" en algún momento durante su empleo. Presumiblemente, esa actividad de denuncia de irregularidades fue motivada por la convicción de que sus acciones beneficiarían finalmente al grupo. Otro estudio encontró que los estudiantes que estaban fuertemente fusionados con su universidad estaban dispuestos a denunciar a un colega infiel a pesar del costo de tiempo, energía y la posibilidad de represalias por parte del tramposo.

## Fusión local versus extendida
Desde Charles Darwin, la voluntad de algunos humanos de sacrificarse por miembros genéticamente no relacionados del mismo grupo grande y difuso (como una religión o una nación) ha planteado un desafío teórico. Las perspectivas psicológicas sociales han sostenido que tales sacrificios están motivados por el compromiso con el colectivo más grande, mientras que las perspectivas antropológicas han sostenido que tales sacrificios se desencadenan por el compromiso con otros miembros del grupo. La distinción entre fusión local y extendida proporciona una explicación para estas explicaciones aparentemente competitivas. Se propone que la fusión local ocurra en grupos relativamente pequeños y homogéneos cuyos miembros se unen entre sí a través del contacto personal directo (por ejemplo, familias o equipos de trabajo). Por el contrario, la fusión extendida ocurre en grupos relativamente grandes cuyos miembros no tienen relaciones personales (por ejemplo, partidos políticos o estados nacionales). En la fusión extendida, aunque las personas fusionadas no conocen realmente a todos los miembros de su grupo, todavía sienten que los conocen e incluso los consideran como familiares.
En resumen, la teoría de la fusión de la identidad postula que las personas fusionadas proyectan sentimientos de vínculos relacionales que tienen con miembros conocidos del grupo en miembros desconocidos del grupo. La proyección de los vínculos relacionales explica por qué los individuos fusionados a veces están dispuestos a hacer sacrificios por los miembros de grandes grupos heterogéneos que la mayoría de las personas haría solo para grupos pequeños y muy unidos. A través del proceso de proyección, transforman psicológicamente a los individuos genéticamente no relacionados en parientes.

## Mecanismos

### Esencia compartida
Aunque la mayoría de la investigación sobre la fusión hasta la fecha se ha centrado en la naturaleza y las consecuencias de la fusión, investigaciones recientes han revelado algunos puntos de partida para comprender las causas de la fusión. Las percepciones de la esencia compartida, la creencia de que uno comparte las cualidades centrales esenciales con el grupo, parece ser un elemento clave de fusión de identidad. Las percepciones de la esencia compartida surgen de diferentes maneras en la fusión local y extendida. En la fusión local, las personas tienen experiencias directas con otros miembros del grupo que fomentan la conclusión de que comparten cualidades esenciales con esas personas. En la fusión extendida, la percepción del parentesco psicológico se fomenta mediante la presencia de ciertas características que se perciben como fundamentales para determinar quién es la persona. Por ejemplo, es más probable que las personas se fusionen con grandes grupos extendidos cuando se convenzan de que los miembros del grupo comparten con ellos genes o valores centrales, especialmente si mantienen esos valores como sagrados.

### Invulnerabilidad
El principio de fusión sugiere que los individuos altamente fusionados sentirán que ellos y otros miembros del grupo se fortalecen mutuamente. Esta percepción de fuerza recíproca debería fomentar la percepción de que, en conjunto, los miembros del grupo son invulnerables de forma única. Estos sentimientos de invulnerabilidad pueden servir para aislar a las personas fuertemente fusionadas de reconocer plenamente los riesgos asociados con los actos extremos. Se ha demostrado que las percepciones de invulnerabilidad son uno de los efectos de la fusión en el respaldo del comportamiento progrupo.

### Iniciativa
El principio de sinergia de identidad de la fusión supone que las fronteras entre el yo personal y social son altamente permeables para los individuos fuertemente fusionados. Estas fronteras porosas alientan a las personas a canalizar su iniciativa personal hacia el comportamiento grupal, lo que aumenta la posibilidad de que las personas fuertemente fusionadas canalicen sus sentimientos de iniciativa personal hacia un comportamiento pro grupal.

### Experiencia compartida
Un estudio encontró que en los grupos que comparten experiencias negativas dolorosas o fuertes estas pueden causar un vínculo visceral y un comportamiento pro grupal.